# بيرق (غرمي)
بيرق (بالفارسية: بیعرق) هي منطقة سكنية تقع في قسم اني الريفي في إيران. يقدر عدد سكانها بـ 44 نسمة .